# Bataille de Carthagène (1643)
Pour les articles homonymes, voir Bataille de Carthagène.
Guerre de Trente Ans
Batailles
La bataille de Carthagène, ou du cap de Gate est une bataille navale livrée le 3 septembre 1643 au large de Carthagène, en Espagne, durant la guerre de Trente Ans.

## Contexte

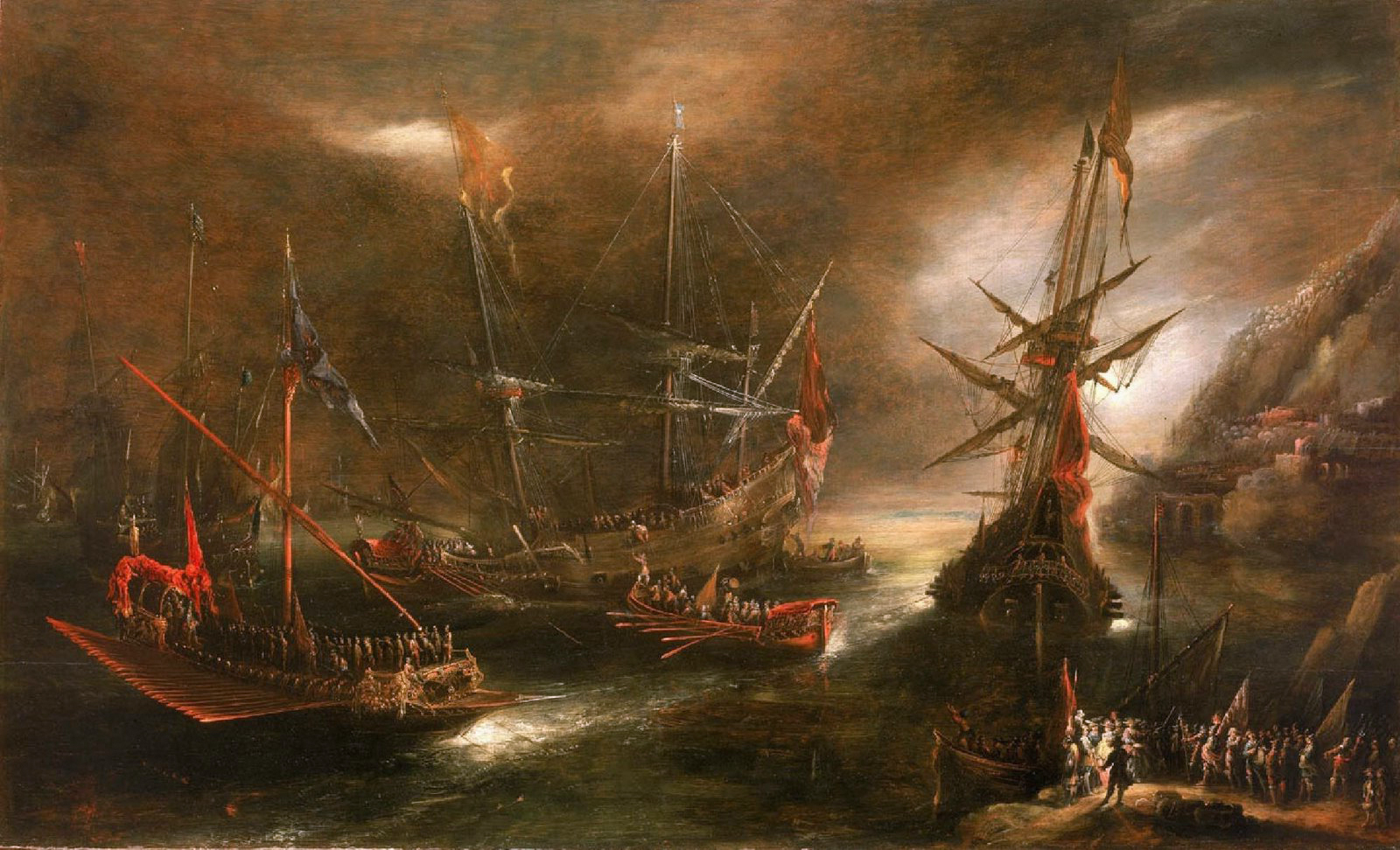
Galions et galères espagnols au XVIIe siècle.

La marine française gardait dans la Méditerranée cette supériorité qui n'avait été qu'un instant et en apparence compromise en 1641 : toute bataille livrée sur mer était une bataille gagnée. La flotte espagnole n'osant plus se montrer sur la côte de Catalogne, le jeune amiral Jean Armand de Maillé-Brézé alla la chercher et la rencontrer au large du cap de Gate.

## Forces en présence
Les Français avaient 20 vaisseaux de guerre, 2 frégates et 12 brûlots. Les Espagnols avaient en haute mer 25 gros vaisseaux, dont 20 flamands et dans le port de Carthagène 4 vaisseaux et 14 galères.

## La bataille
Brézé ne leur permit pas d'opérer leur jonction avant le combat : il attaqua le 3 septembre. Le navire Amiral de Naples de 50 canons, fut brûlé. Le navire du vice-amiral de Castille fut pris à l'abordage ainsi qu'un autre galion. Un navire dunkerquois de 35 canons sauta. Le reste, à la faveur de la nuit gagna le port de Carthagène et y joignit les galères.

## Conséquences
Le commerce du royaume d'Espagne avec l'Italie est presque entièrement intercepté.

## Anecdote
Il est frappé à cette occasion une médaille dont la légende signifiait : « Présage de l'empire de la mer ».

### Sources et bibliographie
- Henri Martin, Histoire de France, depuis les temps les plus reculés jusqu'en 1789, 1858.
- Léon Guérin, Histoire maritime de France, 1851.
- Guy Le Moing, Les 600 plus grandes batailles navales de l'Histoire, Marines Éditions, 2011.